# Neuilly (Nièvre)
Neuilly é uma comuna francesa na região administrativa de Borgonha-Franco-Condado, no departamento de Nièvre. Estende-se por uma área de 13,92 km². Em 2010 a comuna tinha 117 habitantes (densidade: 8,4 hab./km²).